# Mount Berger
Mount Berger är ett berg i Antarktis. Det ligger i Västantarktis. Argentina, Chile och Storbritannien gör anspråk på området. Toppen på Mount Berger är 1 500 meter över havet.
Terrängen runt Mount Berger är huvudsakligen lite kuperad. Mount Berger är den högsta punkten i trakten. Trakten är obefolkad. Det finns inga samhällen i närheten.